# Belemnia crameri
Belemnia crameri är en fjärilsart som beskrevs av Butler 1875. Belemnia crameri ingår i släktet Belemnia och familjen björnspinnare. Inga underarter finns listade i Catalogue of Life.